# Società Ligure Piemontese Automobili
Die Società Ligure Piemontese Automobili (SPA) war ein 1906 gegründeter italienischer Automobil- und späterer Militärfahrzeughersteller, der Ende 1926 von Fiat übernommen wurde, wobei der Firmenname von FIAT bis 1947 weiter verwendet wurde.

## Geschichte
Die Firma wurde am 12. Juni 1906 von Matteo Ceirano und Michele Ansaldi in Turin zunächst unter dem Namen Società Piemontese Automobili gegründet.
1907 entstanden die ersten Fabrikgebäude in der Nähe der Itala-Werke und umfassten eine Fläche von 12.000 m², in denen bis zu 300 Arbeiter beschäftigt werden konnten. Die Firma widmete sich zunächst dem Automobilbau, hierbei lag der Schwerpunkt auf der Herstellung von Pkw der gehobenen Mittel- und der Oberklasse wie auch beim Rennwagenbau: Auf dem Salone dell’automobile stellte SPA 1907 den vierzylindrigen SPA 28/40 HP mit 7785 cm³ und den sechszylindrigen SPA 60/70 HP mit 11.677 cm³ aus, die aus der gestalterischen Feder Ceiranos stammten. Die kräftigen Motoren waren von Ansaldo konstruiert worden.
Die Modelle von SPA waren seit 1908 auch im Rennsportbereich vertreten. Schon im selben Jahr belegte Ernesto Ceirano mit dem 28/40 HP den dritten Platz bei der Targa Florio auf Sizilien und ein Jahr darauf errang Baron Francesco Ciuppa mit dem Modell den Sieg bei dieser Rennveranstaltung. Der 15/22 von 1911 hatte einen Hubraum von 2723 cm³ mit 85 mm Bohrung und 120 mm Hub aus einem Vierzylinder.
1908 wurde das Stammkapital der Firma auf 4,5 Millionen Lire, 1916 auf 6,3 Millionen Lire erhöht. 1911 wurden 380, 1912 bereits 500 Pkw gebaut, letztere Zahl stellt offenbar den Höhepunkt der Pkw-Fertigung dar. Während des Ersten Weltkriegs verließen die beiden SPA-Gründer das Unternehmen. Die Pkw-Produktion wurde eingestellt, stattdessen die Lkw-Herstellung und der etwa 1909 begonnene Bau von Flugmotoren intensiviert.

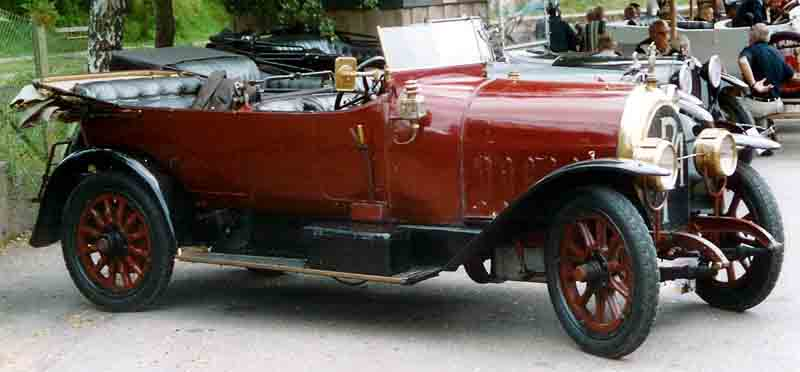
SPA 50 HP 9000 von 1914

Durch die Fusion mit der Fabbrica Ligure Automobili Genova (FLAG) 1909 verlegte die Firma ihren administrativen Firmensitz in die Geschäftsräume des neuen Partners nach Genua und wurde in Societa Ligure-Piemontese Automobili umbenannt. Herstellung und Fertigung verblieben aber in Genua. Ihren ersten größeren Auftrag, eine Torpedo-Karosserie für einen auf dem SPA 23S basierenden Wagen zu fertigen, erhielt 1920/21 das Turiner Karosseriebauunternehmen Carrozzeria Bertone von SPA. Dieser Auftrag verhalf Bertone zum Einstieg in die Automobilfertigung.
Nach Kriegsende nahm SPA 1923 die Produktion mit den bereits zuvor geplanten Pkw-Modellen SPA 25/30 HP und SPA 12/16 HP wieder auf. Am 13. Februar 1923 verlegte SPA den Firmensitz zurück nach Turin und produzierte weitere Sportwagenmodelle, unter anderem einen Sechszylinder mit 24 Ventilen und obenliegender Nockenwelle. Gleichwohl blieb in diesem Zeitraum die Pkw-Herstellung bescheiden, Schwerpunkt der Fertigung scheint der Lkw- und Flugmotorenbau gewesen zu sein. Am 26. September 1925 zählte man 727 Arbeiter.
Finanzielle Schwierigkeiten führten dazu, dass Fiat 1926 die Firma übernahm. Vor allem für das Militär bei FIAT gebaute Kraftfahrzeugtypen führten weiterhin die Firmenbezeichnung „SPA“. Nach Ende des Zweiten Weltkriegs ging 1947 die SPA-Produktion endgültig in der Fiat-Produktion auf und der Name verschwand vom Markt.

## Einzelne Typen und Modelle
Eine Firmengeschichte, in der alle von SPA gebauten Produkte mit exakter Herstellerbezeichnung, technischen und sonstigen Daten aufgeführt wären, gibt es bislang nicht. Die nachfolgenden Produktlisten sind daher Zusammenstellungen aus den verschiedenen unten genannten Quellen und erheben keinerlei Anspruch auf Vollständigkeit.

### Pkw
- SPA 28/40 HP: 4 Zylinder, 7785 cm³ Hubraum, ab 1907
- SPA 60/70 HP: 6 Zylinder, 11.677 cm³ Hubraum, ab 1907
- SPA 10/12 HP: 2 Zylinder, 1727 cm³ Hubraum, ab 1909
- SPA 15/20, 15/22, 16/20 HP: 4 Zylinder, 2724 cm³ Hubraum, ab 1909
- SPA 20/25 HP: 4 Zylinder, 3402 cm³ Hubraum, ab 1909
- SPA 30/40 HP: 6 Zylinder, 5104 cm³ Hubraum, ab 1909
- SPA 40/50 HP: 4 Zylinder, 7698 cm³ Hubraum, ab 1909
- SPA 10 HP: 4 Zylinder, 3054 cm³ Hubraum, ab 1910
- SPA 25/30 HP: 4 Zylinder, 4398 cm³ Hubraum, ab 1910
- SPA 12/16 HP: 4 Zylinder, 2120 cm³ Hubraum, ab 1912
- SPA 35/50 HP: 4 Zylinder, 7604 cm³ Hubraum, ab 1912
- SPA 14/16 HP: 4 Zylinder, 1847 cm³ Hubraum, ab 191
- SPA 18/25 HP: 4 Zylinder, 3176 cm³ Hubraum, ab 1914
- SPA 23: 4 Zylinder, 2724 cm³ Hubraum, 50 PS, ab 1923
- SPA 24: 6 Zylinder, 4426 cm³ Hubraum, 65 PS, ab 1921
- SPA 23: 4 Zylinder, 4398 cm³ Hubraum, 70 PS, ab 1924

### Lastkraftwagen
LKW spielten im Straßenverkehr vor 1914 generell nur eine ganz geringe Rolle: Kraftfahrzeuge waren noch zu anfällig und unzuverlässig für eine gewerbliche Nutzung, der Transport über längere Strecken erfolgte sehr wirtschaftlich über die Eisenbahn (oder auch das Schiff), innerorts zuverlässiger durch Pferdefuhrwerke, in Einzelfällen auch über temporär verlegte Schmalspurbahnen. Die ersten Lkw (bei SPA ab etwa 1907/08) waren Lieferwagen-Varianten von Pkw-Fahrgestellen.
1912 erschien ein Zweitonner-Lkw. Die italienische Armee bestellte am 30. April 1914 insgesamt 52 Lkw mit 35-PS-Motor bei SPA, in den Monaten Januar bis März 1915 weitere 90 Stück eines nicht näher bezeichneten Typs. Während des Ersten Weltkrieges wurden von Mai 1915 bis November 1918 bei SPA 1050 Lkw gebaut. Eine Quelle nennt als Typen 1,5-, 2,5- und 3,5-Tonner. eine andere die Modelle SPA 6000 C, SPA 8000 C und 9000 C, wobei die jeweiligen Zahlen offenbar die Nutzlast des Lkw in Zentnern (zu 50 kg) angeben. Vom SPA 9000C gab es eine Variante mit aufmontiertem Fla-Geschütz Canonne da 102/35 M14 Schneider.
Nach Einde des Ersten Weltkrieges wurden zumindest die Typen 6000 C und 9000 C zunächst weitergebaut, ferner erschien 1924 der SPA 25, ein mittlerer LKW mit 2-2,5 Tonnen Nutzlast, der ab 1928 auch in Polen in Lizenz gebaut wurde. Dieser Typ wurde unter FIAT-Regie bis 1937 weitergebaut, zuletzt hauptsächlich für den Heeresbedarf.

### Lkw unter der Regie von FIAT

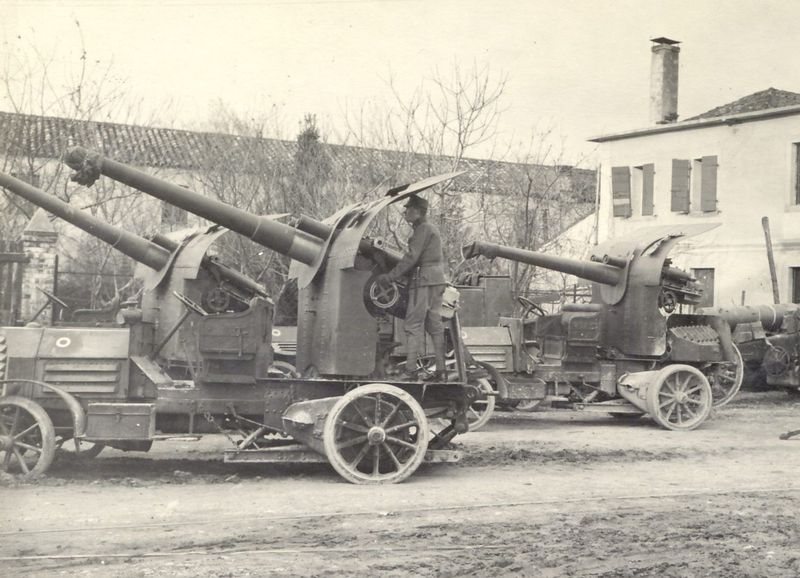
SPA 9000 102/35 mit Geschütz

Nach Aufgehen im FIAT-Konzern im Jahr 1926 baute SPA zunächst seine eigenen Lkw-Typen weiter. Daneben entstanden neue Typen, die in vielen Fällen vor allem für den Bedarf des italienischen Heeres entworfen und gebaut wurden. Die Angaben zu Typenbezeichnungen, Bauzeit und technischen Daten schwanken teilweise je nach Quelle. Nachfolgend eine Übersicht.
- SPA 30 meist zivil genutzter mittlerer LKW und Omnibus
- SPA 31 meist zivil genutzter LKW mit 5 Tonnen Nutzlast
- SPA 34 Omnibus
- SPA Dovunque 33 und 35
- SPA Dovunque 41
- SPA 25 C (25 C/10 und 25 C/12)
- SPA 36R
- SPA 38R
- Fiat-SPA AS37
- SPA AS42 "Sahariana" auch als Camionetta Sahariana
- SPA AS43
- SPA CL39
- Fiat-SPA TL37
- SPA TM40
- SPA A-10000

### Flugmotoren
SPA muss früh mit der Konstruktion von Flugmotoren begonnen haben: für 1909 werden bereits drei Typen vorgestellt. Es handelt sich hierbei um Gegenkolbenmotoren der Art, wie sie von Gobron-Brillié am Anfang des 20. Jahrhunderts entwickelt worden waren. Folgende Motoren werden genannt:
| Typ | Zylin- derzahl | Bohrung (mm) | Hub (mm) | Leistung (PS) | Gewicht (kg) | Bau- jahr |
| --- | -------------- | ------------ | -------- | ------------- | ------------ | --------- |
| A   | 1              | 100          | 130      | 20            | 48           | 1909      |
| B   | 4              | 75           | 150      | 40            | 100          | 1909      |
| C   | 4              | 112          | 150      | 100           | 240          | 1909      |
|     | 4              | 95           | 150      | 40-50         | 90           | 1913      |

Für 1909 wird ein weiterer Vierzylinder-Gegenkolbenmotor mit einer Leistung von 75 PS und einem Gewicht von 200 kg erwähnt, der einen Facielli-Dreidecker antrieb. Im Jahr 1913 diente ein 55-PS-SPA-Motor zum Antrieb des Luftschiffs Ausonia bis und ein 80-PS-Motor zum Antrieb des Luftschiffs Usuelli.
Spätestens ab 1917 gab es den Flugmotor SPA 6, einen Sechszylinder-Reihenmotor mit einer Leistung von 200 PS, der in dem Aufklärer und leichten Bomber Ansaldo S.V.A.4 und dem zweimotorigen Bomber Savoia-Pomilio SP.4 eingebaut wurde. Der Motor hatte Ähnlichkeiten mit dem auf österreichischer Seite verwendeten Austro-Daimler-Flugmotoren. Sein Nachfolger war der ab 1918 ausgelieferte SPA 6A, von dem folgende Daten überliefert sind: Wassergekühlter Sechszylinder-Viertakt-Reihenmotor, 135 mm Bohrung, 170 mm Hub, Hubraum 14600 cm³, 220 PS bei 1600/min. Der Motor wurde bis in die Nachkriegszeit gebaut und fand Verwendung in den Flugzeugtypen Ansaldo S.V.A.5, Ansaldo S.V.A.9, Ansaldo A.1 Balilla, Breda A.3, Breda A.9, CANT 7 und SIAI S.50.